# 고 노스
고 노스(Go North)는 매트 오겐스(Matt Ogens)가 감독하고 카일 라이어먼(Kyle Lierman)과 오겐스가 공동 각본을 맡은 성인 스릴러 영화이다. 영화에는 제이컵 로플랜드, 소피 케네디 클라크, 패트릭 슈워제네거, 제임스 블루어가 출연한다.

## 캐스팅
- 제이컵 로플랜드 - 조시 역
- 소피 케네디 클락 - 제시 역
- 패트릭 슈워제네거 - 칼렙 역
- 제임스 블루어 - 겐트리 역
- 아티프 하시위 - 라이언 역
- 데렉 브랜던 - 코너 역
- 조슈아 클로스 - 마틴 역
- 요스테인 사그네스 - 자스 역